# Andrzej Borowiec
Andrzej Borowiec (ur. 1967 w Puławach) – polski artysta fotograf. Prezes Zarządu Lubelskiego Towarzystwa Fotograficznego.

## Życiorys
Andrzej Borowiec jest absolwentem Technikum Elektronicznego w Lublinie oraz Uniwersytetu Marii Curie-Skłodowskiej w Lublinie – związany z lubelskim środowiskiem fotograficznym, mieszka i pracuje w Lublinie. Fotografią artystyczną zajmuje się od 1993 roku, wówczas po raz pierwszy zaprezentował swoje zdjęcia na wystawie fotograficznej w lubelskim Klubie Studenckim Piwnica. W 2006 roku był współtwórcą Fotograficznej Grupy Twórczej FotoQuortet. W latach 1998–2006 należał do Klubu Fotograficznego LX, funkcjonującego przy Oddziale Miejskim Polskiego Towarzystwa Turystyczno-Krajoznawczego w Lublinie. W 1999 roku został członkiem Lubelskiego Towarzystwa Fotograficznego, w którym od 1999 roku do 2002 był sekretarzem oraz w latach 2002–2003 prezesem Zarządu LTF. Podczas kadencji Andrzeja Borowca – Lubelskie Towarzystwo Fotograficzne otrzymało stały lokal (siedzibę) w Wojewódzkim Ośrodku Kultury w Lublinie. 
Andrzej Borowiec jest autorem i współautorem wielu wystaw fotograficznych; indywidualnych i zbiorowych, poplenerowych oraz pokonkursowych; krajowych i międzynarodowych – w Polsce i za granicą. Otrzymał wiele akceptacji, medali, nagród, wyróżnień, dyplomów i listów gratulacyjnych. W 2010 roku został przyjęty w poczet członków Fotoklubu Rzeczypospolitej Polskiej Stowarzyszenia Twórców (legitymacja nr 273).  
Fotografie Andrzeja Borowca znajdują się w zbiorach Wojewódzkiej Biblioteki Publicznej im. Hieronima Łopacińskiego w Lublinie oraz Liptovskégo Múzeum w Ružomberku (Słowacja). Jego prace zaprezentowano w Almanachu (1995–2017), wydanym przez Fotoklub Rzeczypospolitej Polskiej Stowarzyszenie Twórców. W działalności Fotoklubu RP uczestniczył do 2021.

## Wystawy indywidualne
- Na szlaku (1993)
- Pantha Rei (2006)
- Fotofragmenty (2007)[17]

Źródło